# Lysiphlebus flavidus
Lysiphlebus flavidus är en stekelart som beskrevs av Charles Joseph Gahan 1911. Lysiphlebus flavidus ingår i släktet Lysiphlebus och familjen bracksteklar. Inga underarter finns listade i Catalogue of Life.